# Letiště Cardiff
Mezinárodní letiště Cardiff (IATA: CWL, ICAO: EGFF, velšsky Maes Awyr Caerdydd) je největší letiště v britském Walesu. Nachází se 19 km západně od hlavního města Cardiffu. Letiště je základnou velšským aerolinkám Air Wales.

## Historie

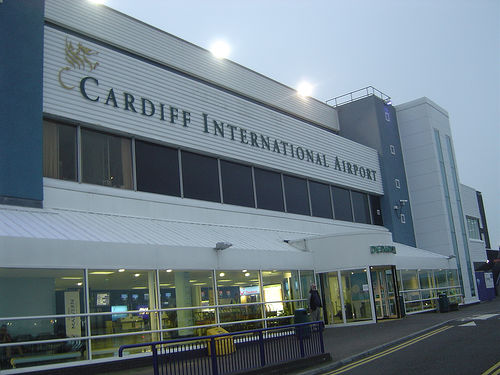
Mezinárodní terminál

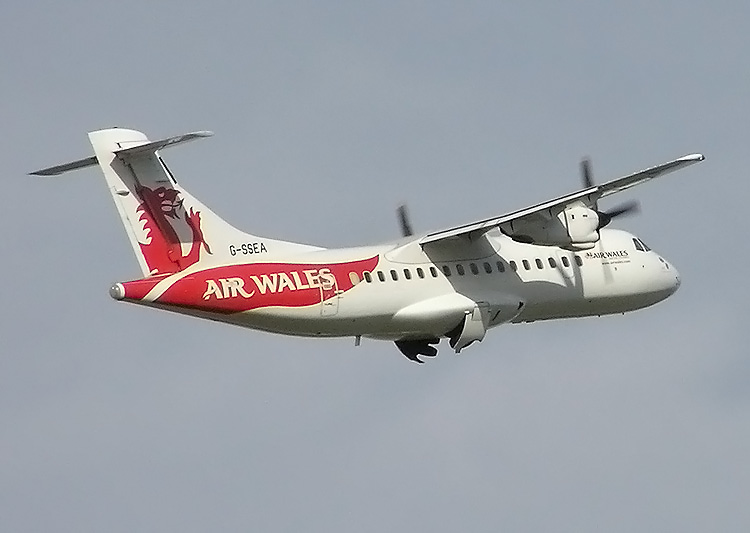
Letadlo společnosti Air Waales

Počátky cardiffské mezinárodní letiště sahají až do na začátek druhé světové války. Tehdy to byla základna Royal Air Force s názvem Raf Rhoose. Stavba byla zahájena v roce 1941 dokončena 7. dubna 1942. V 50. letech 20. století začaly na letišti probíhat i komerční lety, první s irskou společností Aer Lingus. V 70. letech se letiště přejmenovalo na Glamorgan, Rhoose airport. V roce 2008 prošlo letištěm (nyní už se současným názvem) asi 2 000 000 cestujících a hlavní destinací se stal Amsterdam.

## Vybavení a vzhled
Lety jsou situovány do jednoho mezinárodního a jednoho domácího terminálu. Moderní mezinárodní terminál má dostatečný počet odbavovacích pultíků, VIP salonek, konferenční místnost, obchody, autopůjčovny, restaurace apod. Dráhový systém sestává z zkřížených dvou ranveji. Hlavní ranvej RWY 12/30 je dlouhá 2392 metrů. Vedlejší dráha RWY 03/21 měří 1010 a je používána jen zřídka. Pojezdových drah je zde také dost.